# Oskar Hamm

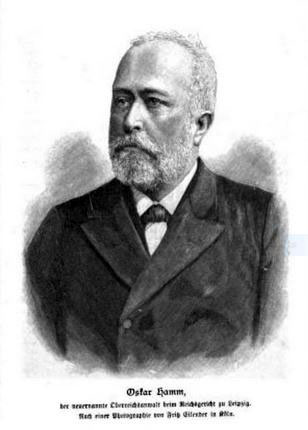
Oskar Hamm

Oskar Hamm (* 24. Juni 1839 in Ratingen; † 27. Oktober 1920 in Bonn) war ein deutscher Jurist, Oberreichsanwalt und Präsident des Oberlandesgerichtes Köln.

## Leben und Wirken
Nach dem Abitur studierte Oskar Hamm zunächst in Bonn katholische Theologie, wandte sich dann aber dem Studium der Rechtswissenschaft in Heidelberg und an der Friedrich-Wilhelms-Universität in Berlin zu. Im Jahr 1865 bestand er das Assessorexamen und wurde zum Landgerichtsassessor in Remscheid und 1868 zum Friedensrichter ebendort ernannt. 1866 nahm er am deutsch-österreichischen Krieg und 1870/71 am Deutsch-Französischen Krieg als Leutnant der Landwehr teil. 1871 wurde Hamm zum Staatsprokurator beim Landgericht Düsseldorf ernannt und konnte dort erste Erfahrungen als Staatsanwalt sammeln. Acht Jahre später folgte die Berufung zum Oberlandesgerichtsrat am Oberlandesgericht Köln und am 1. Juli 1881 die Ernennung zum Oberstaatsanwalt von Köln. Im Jahr 1884 ernannte König Wilhelm I. Oskar Hamm zum Mitglied des Preußischen Staatsrates.
Die Berufung in das Amt des Oberreichsanwaltes erfolgte am 13. Januar 1896. Dort wandte er „sein Interesse vornehmlich den Aufgaben der Verwaltung, den Sachen erster Instanz, den Disziplinar-, Ehrengerichtsangelegenheiten und dem Sitzungsdienste zu. Auch nahm er vielfach unmittelbaren Anteil an der reichsanwaltschaftlichen Tätigkeit, indem er sich des Öfteren persönlich an dem Sitzungsdienste beteiligte.“ Im Mai 1899 wechselte Hamm zurück an das Oberlandesgericht Köln, dessen Präsident er bis zum 31. März 1905 blieb. Als preußischer Kronsyndikus war er zudem geborenes Mitglied des Preußischen Herrenhauses auf Lebenszeit.
Er war der Schwiegervater von Wilhelm Greven.

## Mitgliedschaften
- Ständige Deputation des Deutschen Juristentages
- Vorstandsmitglied der Deutschen Kolonialgesellschaft

## Auszeichnungen
- 1893: Geheimer Oberjustizrat
- 1899: Wirklicher Geheimer Oberjustizrat
- Dr. iur. h. c.